# Averze k riziku
Averze k riziku je sklon člověka (nebo jiného jednajícího subjektu) vyhýbat se rizikovým aktivitám i za cenu, že tím sníží očekávaný užitek. Příkladem může být neochota se vsadit i v případě, že je sázka pro něho výhodná (lze s vysokou pravděpodobností očekávat výhru). Opakem je sklon k riziku, tedy stav, kdy člověk vyhledává rizika i za cenu, že tím sníží očekávaný užitek, tj. například ochota vstupovat i do nevýhodných sázek. Uprostřed je neutrální vztah k riziku, kdy jednající přijímá rizika právě jen do té míry, kdy očekává, že jsou pro něho výhodná. Pojmy se používají zejména v psychologii a ekonomii.